# Geoagiu (Mureș)
Der Geoagiu (ungarisch Bózes-patak) ist ein Fluss, der im Kreis Hunedoara in der rumänischen Region Siebenbürgen fließt.
Er entspringt in den südlichen Ausläufern des Apuseni-Gebirges und fließt anschließend weiter in südöstlicher Richtung, bevor er in der gleichnamigen Kleinstadt Geoagiu in den Fluss Mureș mündet.
Auf seinem Flusslauf durchquert er eine überwiegend hügelige und bewaldete Landschaft mit der Gemeinde Balșa. Den Bewohnern dient er überwiegend als Wasserquelle, aber schon die Römer haben ihn auch für die Landwirtschaft nutzbar gemacht.

## Sehenswürdigkeiten
Der Geoagiu zeigt besonders in seinem Oberlauf eine Vielzahl von Wasserfällen von mehreren Metern Höhe. Er zählt damit zu den Hauptsehenswürdigkeiten der Region Hunedoara und ist auch Teil des dortigen Naturschutzgebietes.